# Abas Arslanagić
Abas Arslanagić (* 2. října 1944 Derventa) je bývalý bosenský házenkář, brankář, který reprezentoval Jugoslávii. S jugoslávskou reprezentací získal zlatou olympijskou medaili na hrách v Mnichově roku 1972. Má též dva bronzy ze světových šampionátů (1970, 1974). Za národní tým nastupoval v letech 1969–1978 a celkem za něj odchytal 125 utkání (připsal si i jednu branku). Na klubové úrovni strávil jádro své kariéry (1963–1976) v klubu Borac Banja Luka. V sezóně 1975-76 s ním vyhrál nejprestižnější klubovou trofej Evropy, Ligu mistrů (tehdy Pohár mistrů). Připsal si s ním také čtyři tituly mistra Jugoslávie (1972-73, 1973–74, 1974–75, 1975–76) a získal pět jugoslávských pohárů (1969, 1972, 1973, 1974, 1975). Za Borac odehrál 232 zápasů a vstřelil i 18 branek - nikoli ze sedmimetrových hodů, ale ze hry. Hráčskou kariéru začínal v Partizanu Bělehrad (1962–1963) a končil v německém TuS Nettelstedt-Lübbecke (1976–1977). Byl známý tím, že zavedl několik novinek v brankářské technice, zejména při střelbě sedmiček. Jako první při sedmimetrových hodech opustil brankovou čáru a zvedal ruce nad hlavu.
Po skončení hráčské kariéry přesedlal na trenéřinu. Roku 1981 vedl jugoslávskou jednadvacítku a přivedl ji k titulu mistrů světa. V letech 1982–1986 byl trenérem brankařů jugoslávské seniorské reprezentace a v letech 1986–1988 jejím hlavním trenérem. Díky tomu má na svém kontě zlatou olympijskou medaili z her v Los Angeles roku 1984, zlato ze světového šampionátu roku 1986 a bronz z olympiády v Soulu roku 1988. Z národních týmů vedl ještě Katar (1988–1994), Chorvatsko (1995–1996) a Bosnu a Hercegovinu (2002–2003). Určité úspěchy si připsal v klubové házené, když tým Metaloplastiky Sabac dovedl k vítězství v jugoslávské lize (1987-88), Benficu Lisabon ke dvěma titulům portugalským (1988-89, 1989-1990), RK Zagreb k titulu chorvatskému (1995-96), RK Cejle ke dvěma titulům mistra Slovinska (1998-99, 1999-00) a s KK Bosna vyhrál i ligu bosenskou (2002-03). Trenérskou kariéru ukončil v roce 2013.
Amatérsky se věnoval malování. Jako hráč měl přezdívku Profesor.